# Kanton Marans
Marans is een kanton van het Franse departement Charente-Maritime. Het kanton maakt deel uit van het arrondissement La Rochelle.

## Gemeenten
Het kanton Marans omvatte tot 2014 de volgende 6 gemeenten:
- Andilly
- Charron
- Longèves
- Marans (hoofdplaats)
- Saint-Ouen-d'Aunis
- Villedoux

Bij de herindeling van de kantons bij decreet van 27 februari 2014, met uitwerking op 22 maart 2015, werden daar de 14 gemeenten van het opgeheven kanton Courçon aan toegevoegd, namelijk:
- Angliers
- Benon
- Courçon
- Cramchaban
- Ferrières
- La Grève-sur-Mignon
- Le Gué-d'Alleré
- La Laigne
- Nuaillé-d'Aunis
- La Ronde
- Saint-Cyr-du-Doret
- Saint-Jean-de-Liversay
- Saint-Sauveur-d'Aunis
- Taugon